# Пензенские епархиальные ведомости
Пензенские епархиальные ведомости — журнал, официальный печатный орган Пензенской митрополии. Издавались в форме журнала с января 1866 по декабрь 1917 два раза в месяц, в 2 частях — официальной и неофициальной, каждая со своим редактором и пагинацией. С января 1991 года по инициативе архиепископа Серафима (Тихонова) начала издаваться газета «Пензенские епархиальные ведомости» с периодичностью 2 раза в неделю. С № 6 (158) 1998 издавался как ежеквартальный журнал; в 2003—2009 не выходил из-за отсутствия финансирования; возобновлен в январе 2010 года по инициативе епископа Вениамина (Зарицкого) в качестве полноцветного ежемесячного журнала.

## История
«Пензенские епархиальные ведомости» были основаны по инициативе епископа Антония I (Смолина) и в январе 1866 года стали 12-м среди аналогичных журналов по Российской империи.
В официальной части печатались указы и распоряжения Святейшего правительствующего синода, епархиального и училищного начальства, церковная хроника и статистика, известия о награждениях, назначениях, перемещениях и вакантных местах духовных лиц. В неофициальной части публиковались толкования Священного Писания, проповеди и поучения местных священников, материалы по истории христианской церкви, в том числе монастырей, храмов, приходов, отдельных икон; находила отражение деятельность священнослужителей, организация системы духовного образования, историко-этнографическая характеристика края.
Редакторами неофициальной части являлись: протоиерей Я. П. Бурлуцкий (1866—1868, 1869—1872), протоиерей В. Н. Бережковский (1866—1870; совместно с Бурлуцким и Смирновым), протоиерей А. П. Смирнов (1868—1869; совместно с Бережковским), архимандрит Симеон (Линьков) (1873—1875), А. Е. Попов (1875—1917; совместно со Смирновым), Н. С. Смирнов (1875—1907; совместно с Поповым), протоиерей М. С. Архангельский (1917; председатель редакционного комитета).
К 25-летию издания вышел систематический указатель статей (Саранск, 1900), переизданный с дополнениями в 1902 году.
За историю существования «Пензенских епархиальных ведомостей» сменилось всего 12 руководителей. Начиная с 1866 г., первым редактором и одним из инициаторов создания журнала был протоиерей Иаков Петрович Бурлуцкий, один из основоположников пензенского церковного краеведения, преподаватель, инспектор духовной семинарии, который, в том числе, учил В. О. Ключевского и многих других выдающихся личностей. Одним из инициаторов также был епископ Пензенский и Саранский Антоний I (Смолин). Инициатива издания «Епархиальных ведомостей» в принципе принадлежит святителю Иннокентию, епископу Херсонскому и Таврическому.
Отец Иаков Бурлуцкий руководил журналом два года, параллельно с ним соредактором был протоиерей Василий Михайлович Бережковский, преподаватель семинарии, настоятель Введенского храма Пензы, который позже перешел в Казанскую епархию. Параллельно с ними соредактором в 1868—1869 гг. был протоиерей Аврамий Павлович Смирнов, преподаватель семинарии, в 1869—1872 гг. повторно редактором был протоиерей Иаков Бурлуцкий. В 1873—1875 гг. ректором семинарии и редактором журнала был архимандрит Симеон (Линьков), будущий наместник Александро-Невской лавры, а затем епископ Минский и Туровский, скончавшийся в 1899 г. Дольше кого бы то ни было, с 1875 по 1917 гг. был редактором Алексей Егорович Попов, известный как автор и составитель сборника «Пензенская епархия» (1907). Параллельно с ним до своей кончины соредактором был Николай Ксенофонтович Смирнов, статский советник, преподаватель семинарии.
Летом 1917 г. журнал был реформирован. Вместо должности главного редактора был создан реакционный комитет, который возглавил протоиерей Матвей Сергеевич Архангельский, последний дореволюционный ректор Пензенской духовной семинарии, а членом комитета был Александр Беляев, будущий священномученик Августин Калужский. Последний номер вышел в декабре 1917 г. Затем в Пензе была установлена советская власть, издание прекратилось.
В 1991 г. журнал был возрожден. По благословению приснопамятного архиепископа Серафима (Тихонова) первые семь лет он выходил в качестве газеты, первым его редактором был Всеволод Юрьевич Сергеев. С 1998 г. редактором был Александр Игоревич Дворжанский. В современном виде возродился журнал в 2010 г. по благословению владыки Вениамина, который был тогда временно управляющим Пензенской епархии. Владыка Вениамин первые несколько месяцев был лично главным редактором, затем им стал игумен Нестор (Люберанский), ныне Преосвященный епископ Тольяттинский и Жигулевский. С 2014 г. по настоящее время редактором журнала является Евгений Петрович Белохвостиков.
В настоящее время журнал является официальным органом Пензенской митрополии, здесь публикуются новости из жизни Пензенской, Кузнецкой и Сердобской епархий, указы и послания правящих архиереев; материалы о современной жизни и истории храмов и монастырей, чтимых иконах, святых и подвижников благочестия. В журнале впервые публиковались письма и проповеди святителя Феофана Затворника, святителя Иннокентия Пензенского, священномученика Иоанна Рижского.